# AAA Hall of Fame
El AAA Hall of Fame (traducido como Salón de la Fama de AAA) es una institución que rinde honores a la carrera de antiguos empleados de Lucha Libre AAA Worldwide (AAA). Fue creado oficialmente el 15 de julio de 2007 en AAA. Los admitidos serán elegidos sobre la base de sus contribuciones a la historia de la empresa.
El 10 de junio en Triplemanía XV, Antonio Peña y Rey Mysterio Jr. fueron revelados como los primeros en ser inducidos en el Salón de la Fama.

## Miembros
Nota: † indica que los luchadores fueron introducidos con carácter póstumo.

### Individual

#### 2007
| Clase 2007       |                                                                                     |
| Rey Mysterio Jr. | - Campeonato Nacional de Peso Welter (1 vez) - Campeonato Nacional de Tríos (1 vez) |
| Antonio Peña †   | - Fue fundador de la empresa Lucha Libre AAA Worldwide                              |

#### 2008
| Clase 2008       |                                                |
| Eddie Guerrero † | - Campeonato Mundial en Parejas de AAA (1 vez) |

#### 2009
| Clase 2009         |                                                                     |
| Pepe "Tropi" Casas | - Es parte de la familia Casas y fue árbitro desde 1987 hasta 2015. |

#### 2011
| Clase 2011 | |
| Octagón    | - Campeonato Nacional de Peso Medio (4 veces) - Campeonato Nacional en Parejas (1 vez) - Campeonato Nacional de Tríos (1 vez) - Campeonato Mundial en Parejas de AAA (1 vez) |

#### 2012
| Clase 2012     | |
| Perro Aguayo † | - Campeonato Mundial de Peso Completo de la IWC (1 vez) - Campeonato de Campeón de Campeones de la AAA (1 vez) - Campeonato Nacional de Peso Completo (1 vez) - Campeonato Nacional de Peso Medio (1 vez) - Campeonato Nacional en Parejas (1 vez) |

#### 2013
| Clase 2013     | |
| Abismo Negro † | - Campeonato Mundial de Mascota de AAA (1 vez) - Campeonato Nacional de Peso Medio (1 vez) - Campeonato Nacional en Parejas (1 vez) - Rey de Reyes (2000) |

#### 2014
| Clase 2014            |                                                       |
| El Brazo †            | - Es parte de la familia Alvarado.                    |
| Rayo de Jalisco Sr. † | - Luchó por varias promociones desde 1955 hasta 1989. |

#### 2015
| Clase 2015                 | |
| Héctor Garza †             | - Campeonato Mundial de Peso Completo de la IWC (2 veces) - Campeonato Nacional de Peso Completo (2 veces) - Campeonato Nacional de Peso Semicompleto (1 vez) - Campeonato Nacional en Parejas (1 vez) |
| El Hijo del Perro Aguayo † | - Campeonato Nacional de Peso Semicompleto (1 vez) - Campeonato Nacional Atómicos (1 vez) - Campeonato Nacional en Parejas (3 veces) - Copa Triplemanía (Segundo ganador) - Rey de Reyes (2012)        |

#### 2016
| Clase 2016            |                                                                           |
| Art Barr †            | - Campeonato Mundial en Parejas de AAA (1 vez)                            |
| Lic. Joaquín Roldán † | - Presidente de Lucha Libre AAA Worldwide tras la muerte de Antonio Peña. |

#### 2018
| Clase 2018        | |
| Alfonso Morales † | - Fue comentarista de lucha libre mexicana                                                             |
| Villano III †     | - Campeonato de Tríos de las Américas de la AAA (2 veces)                                              |
| El Apache †       | - Campeonato Mundial en Parejas Mixto de AAA (2 veces) - Campeonato Mundial de Tríos de la AAA (1 vez) |

#### 2019
| Clase 2019    |                                                |
| Silver King † | - Campeonato Mundial en Parejas de AAA (1 vez) |

#### 2020
| Clase 2020 | |
| La Parka † | - Campeonato Nacional de Peso Crucero (2 veces) - Campeonato Nacional Atómicos (1 vez) - Campeonato Nacional en Parejas (2 veces) - Campeonato Vive Latino (2019) - Copa Triplemanía (Cuarto ganador) - Rey de Reyes (2001, 2003, 2005, 2007 y 2014) |

#### 2022
| Clase 2022                | |
| Arturo "El Rudo" Rivera † | - Fue periodista deportivo de larga trayectoria y locutor de AAA y CMLL. |
| Blue Demon †              | - Campeonato Mundial de Peso Wélter de la NWA (2 veces) - Campeonato Nacional de Peso Wélter (3 veces) - Campeonato Nacional en Parejas (1 vez) - Fue estrella de más de 20 películas de lucha. |

#### 2023
| Clase 2023 | |
| Cassandro  | - Campeón Mundial de Peso Ligero de la UWA (1 vez) - Fue el luchador exótico que ha competido con más promociones independientes en todo el mundo. |

#### 2024
| Clase 2024          |                                                                                             |
| Nicho El Millonario | - Campeonato Mundial en Parejas de AAA (1 vez) - Campeonato Nacional de Peso Welter (1 vez) |

#### 2025
| Clase 2025 | |
| Konnan     | - AAA Americas Heavyweight Championship (1 vez) - AAA Parejas Increíbles Tag Team Championship (1 vez) |

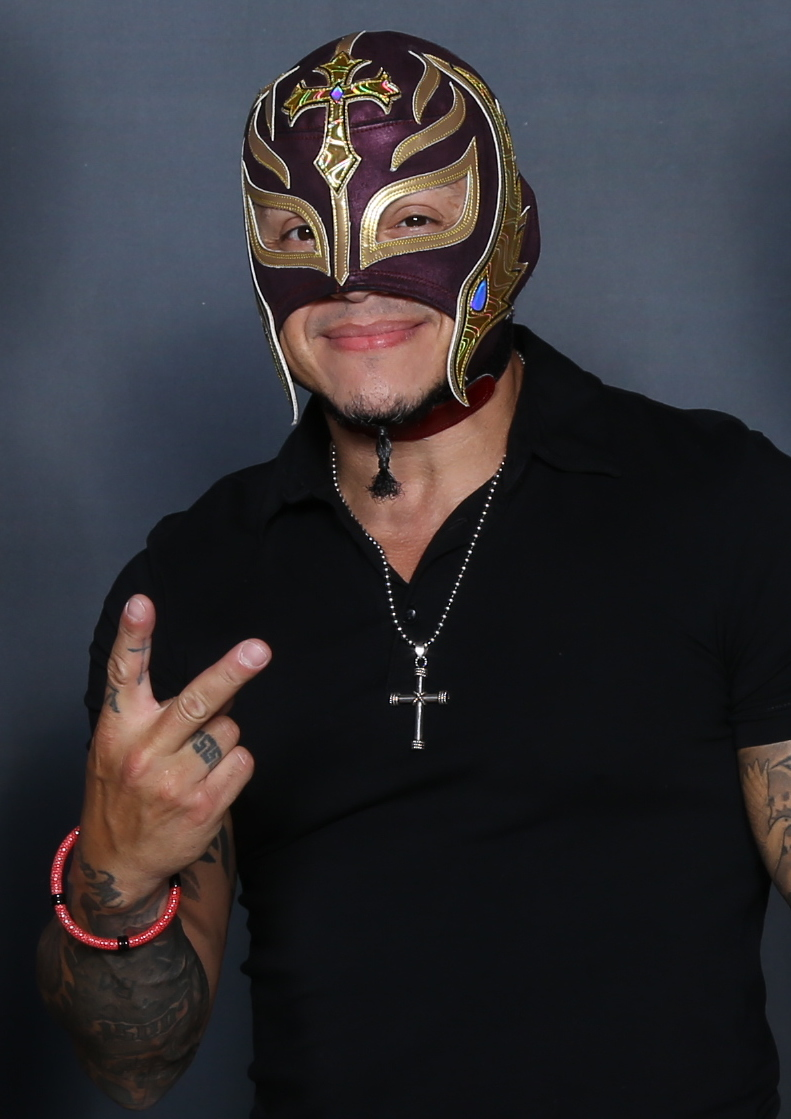
Rey Mysterio Jr. (2007)
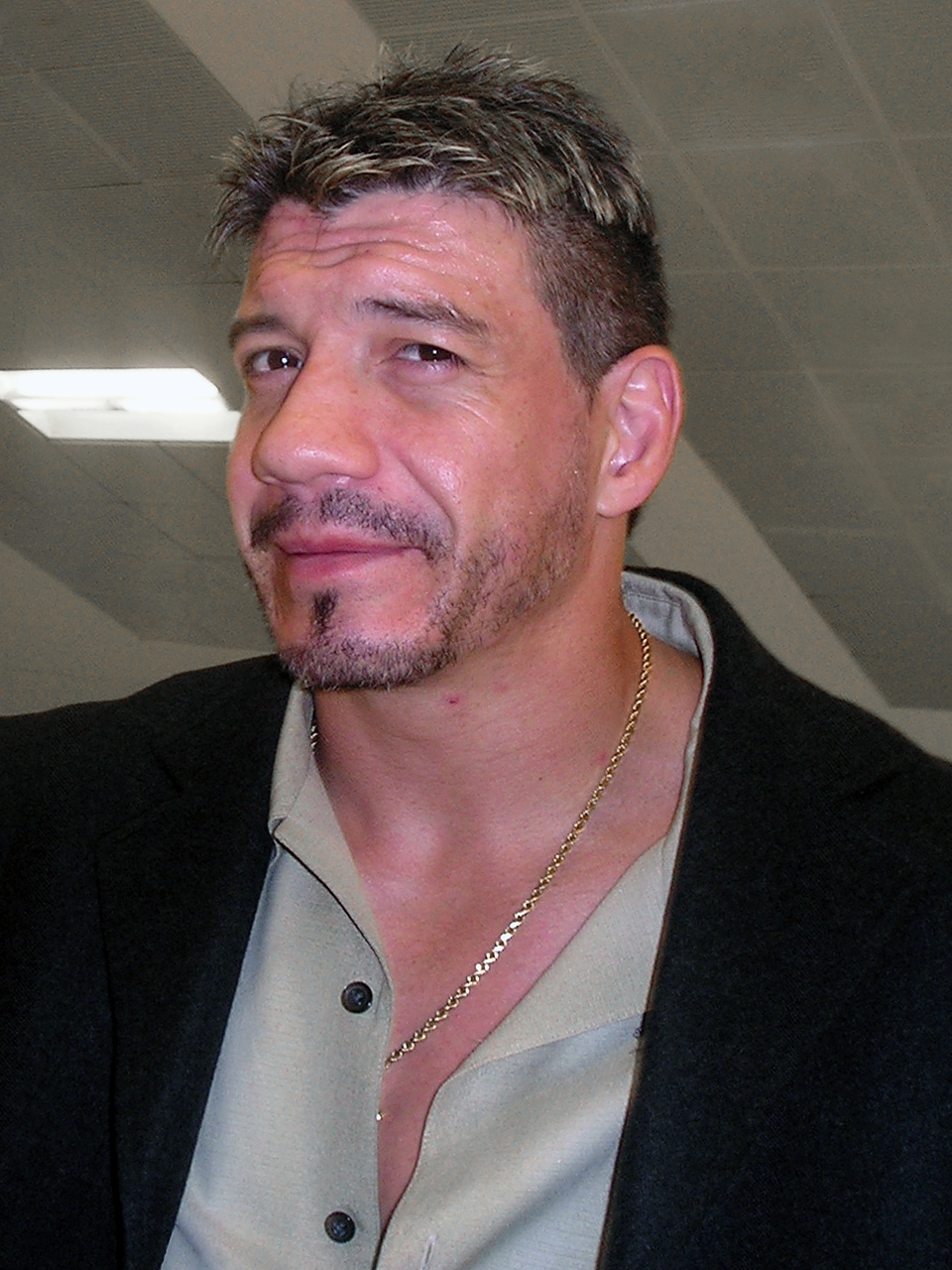
Eddie Guerrero (2008)
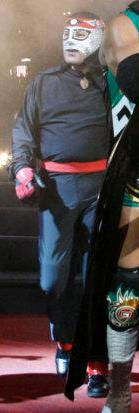
Octagón (2011)
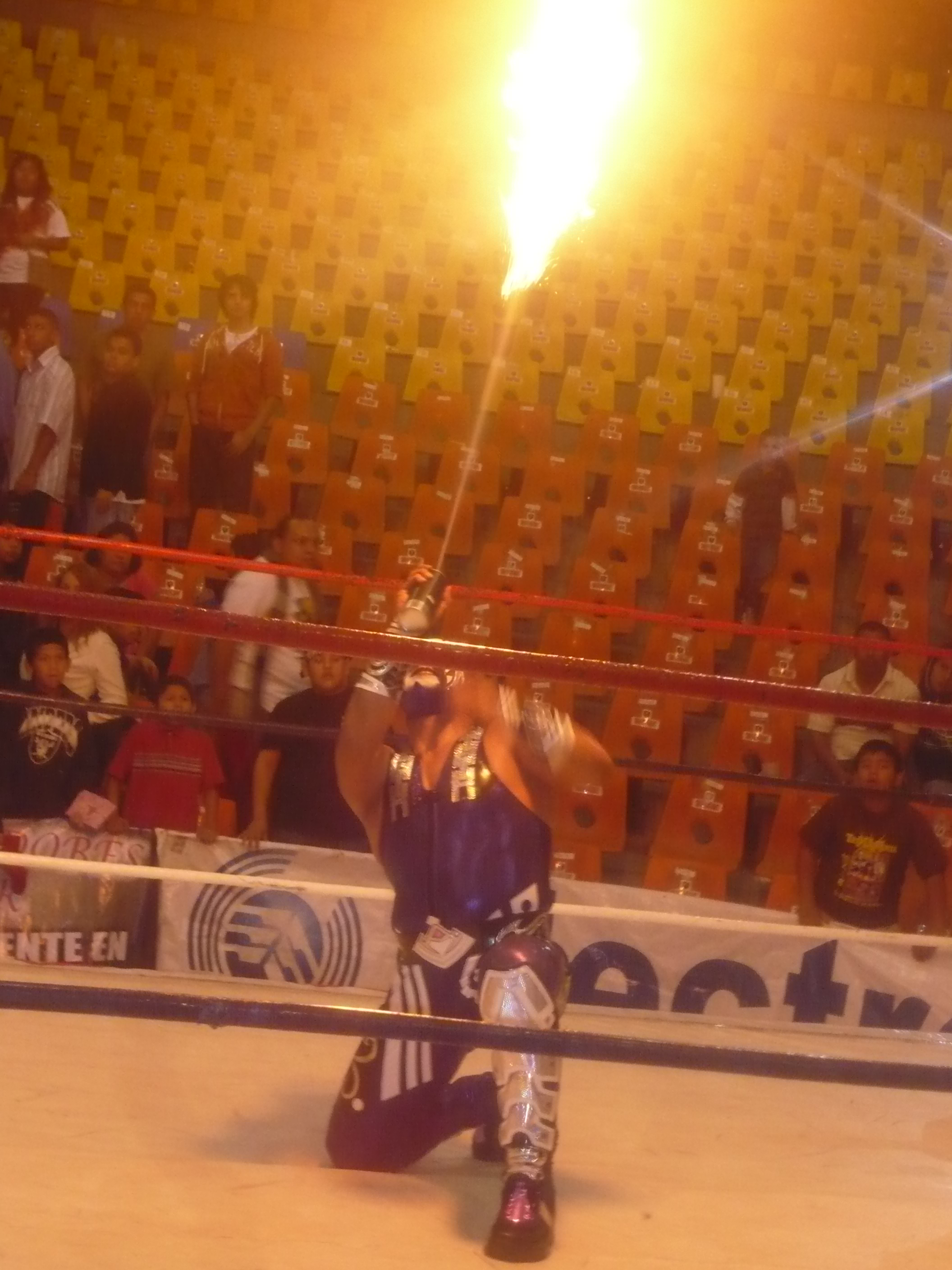
Abismo Negro (2013)
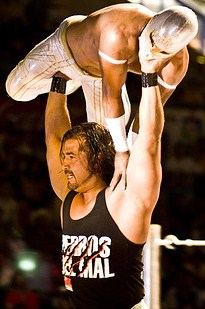
Héctor Garza (2015)
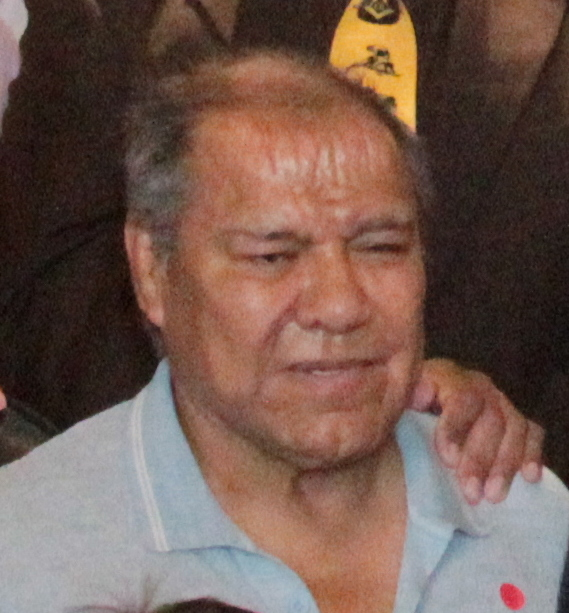
Villano III (2018)
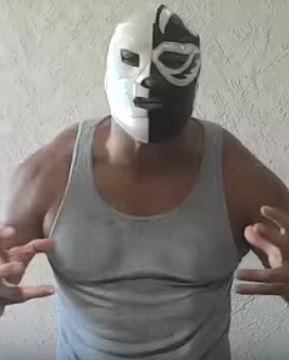
Silver King (2019)
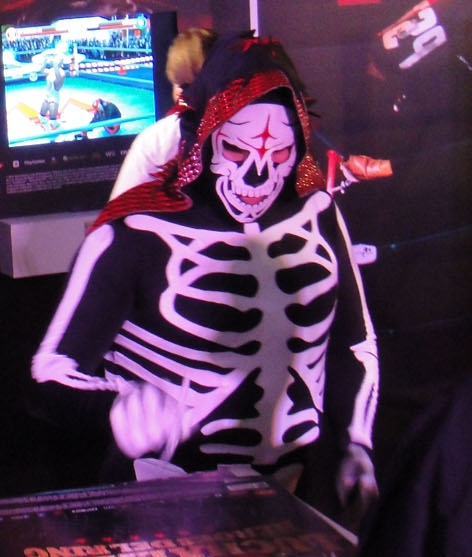
La Parka (2020)
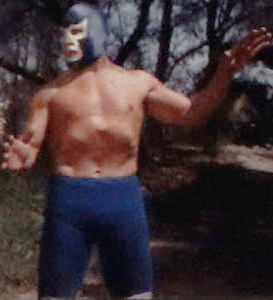
Blue Demon (2022)
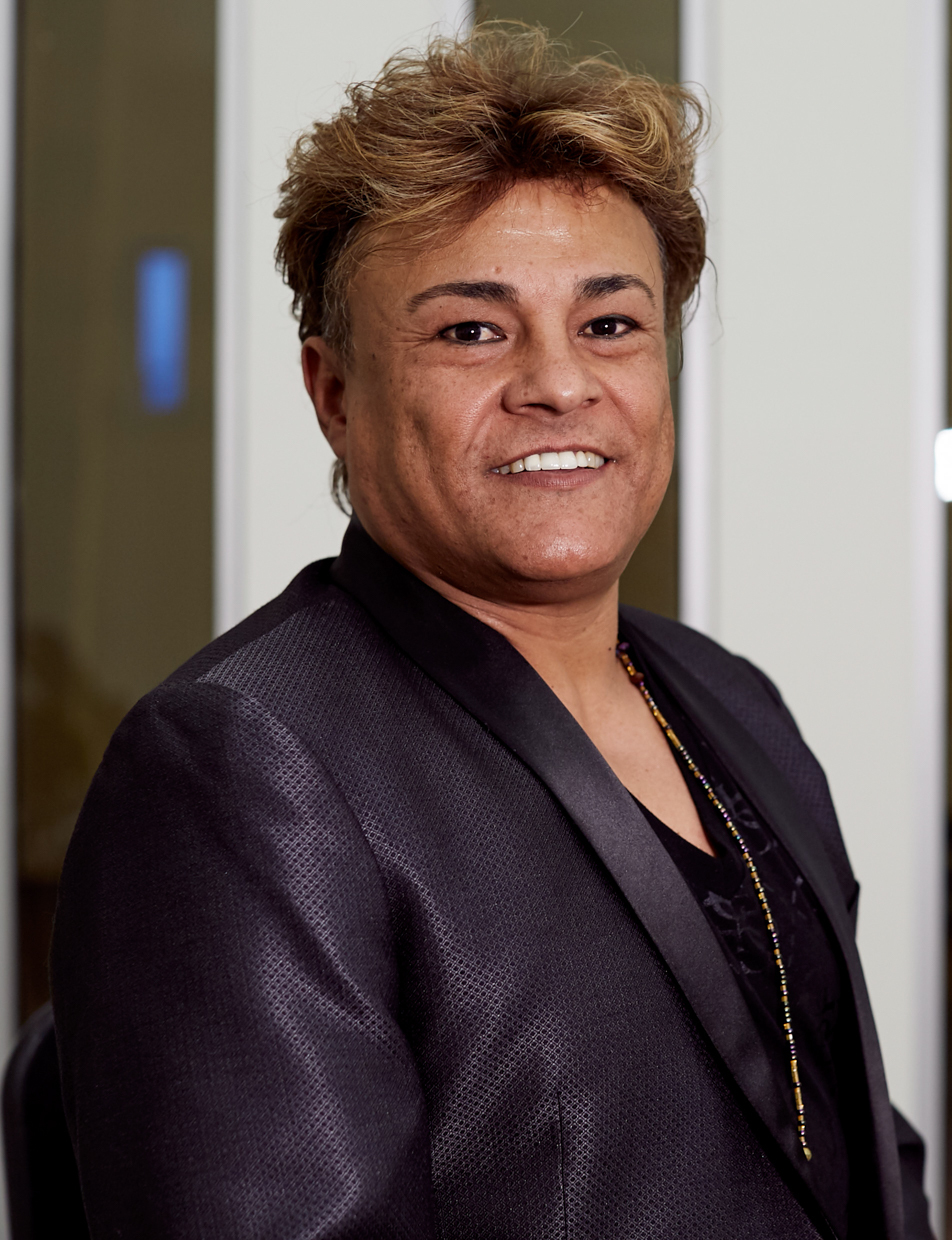
Cassandro (2023)
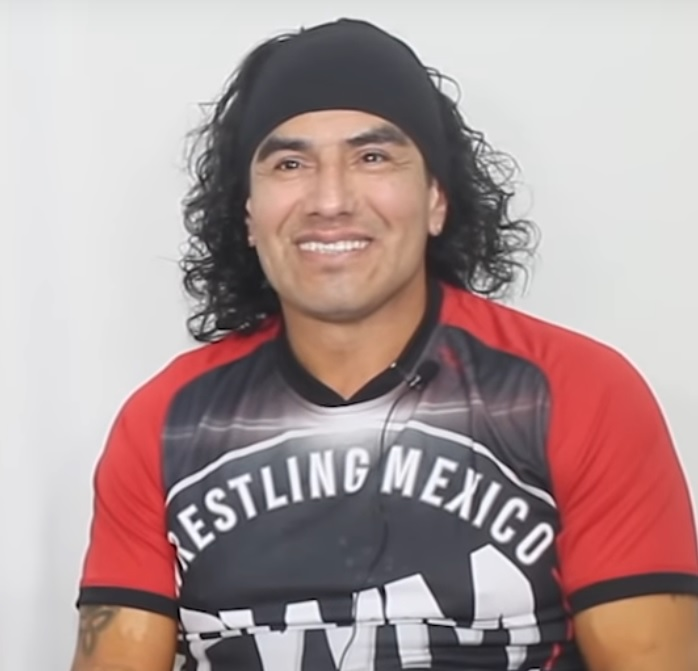
Nicho el Millonario (2024)
Konnan (2025)

### Fechas y lugares de las ceremonias
- 15 de julio de 2007, en Naucalpan, Estado de México
- 13 de junio de 2008, en la Ciudad de México
- 13 de junio de 2009, en la Ciudad de México
- 18 de junio de 2011, en la Ciudad de México
- 5 de agosto de 2012, en la Ciudad de México
- 16 de junio de 2013, en la Ciudad de México
- 17 de agosto de 2014, en la Ciudad de México
- 9 de agosto de 2015, en la Ciudad de México
- 28 de agosto de 2016, en la Ciudad de México
- 25 de agosto de 2018, en la Ciudad de México
- 3 de agosto de 2019, en la Ciudad de México
- 12 de diciembre de 2020, en la Ciudad de México
- 15 de octubre de 2022 en la Ciudad de México
- 12 de agosto de 2023 en la Ciudad de México
- 17 de agosto de 2024 en la Ciudad de México
- 16 de agosto de 2025 en la Ciudad de Mexico